# Ioan Holender
Ioan Holender, né le 18 juillet 1935 à Timișoara, est un baryton et impresario romano-autrichien .
De 1992 à août 2010, il dirige l'orchestre à l'Opéra d'État de Vienne.

## Biographie
Johann Hollaender
nait dans une famille juive à Timișoara, où son père possède alors une usine.
Il y entreprend des études d'ingénieur mécanicien à l'université polytechnique de Timișoara et devient un assistant du chef d'orchestre de la ville.
En 1948, la nouvelle République populaire roumaine exproprie la famille, qui émigre alors en Autriche. Le futur Ioan compte alors toujours terminer sa formation d'ingénieur et sa formation musicale. Il est amené à approcher le chant d'opéra et devient bientôt baryton de concert du Stadttheater de Klagenfurt.
En 1966, il entame avec l'agence Starka une collaboration qui durera plus de vingt ans et le mettra à la tête  d'une agence au prestige de laquelle il aura beaucoup contribué
.
À partir de 1991, à la demande d'Eberhard Wächter, il est le secrétaire général de l'Opéra de Vienne. Le 1er avril 1992, Holender prend la suite de Wächter, mort en février. Il entame alors ce qui sera, dans l'histoire de l'opéra de Vienne, le plus long mandat de son directeur: son engagement sera reconduit trois fois, jusqu'au 31 août 2010.
(Pendant ce temps, il aura aussi dirigé le Volksoper de Vienne pendant quatre ans.) 
Ioan Holender est conseiller du Metropolitan Opera New York, chef au festival de printemps de Tokyo, et directeur artistique du festival George Enescu Festival de Bucarest.
Il donne des conférences à l'université de Vienne et à l'Université de Krems (de).
Il est membre du jury de nombreux concours de chant internationaux.
Il anime aussi sa propre émission culturelle à la télévision australienne ServusTV.

## Vie privée
Holender épouse en premières noces Ariane Hollaender-Calix,
actrice et ancienne professeure à l'Université de musique et des arts du spectacle de Vienne.
De ce mariage est né le juriste Adrian Hollaender (de).
De son second mariage, Holender a un fils et une fille.
Holender est le cousin du réalisateur autrichien Robert Dornhelm.

## Décorations et récompenses
- Doctorats honoris causa
  - Université de Bucarest
  - Université de l'Ouest de Timișoara
  - Académie de Sofia
  - Académie de musique Gheorghe-Dima de Cluj-Napoca
- Ordre du Mérite (Autriche) (1980)[3]
- Médaille d'honneur et Croix d'honneur pour la science et l'art, Autriche (de) (1985)[4]
- Médaille d'honneur d'or pour les services rendus au Land de Vienne (de)
- Croix d'honneur autrichienne pour la science et l'art, 1re classe (en) (1995)[5]
- Officier de l'Ordre des Arts et Lettres (France, 1999)
- collier de l'Ordre de l'Étoile de Roumanie (2001)
- Prix Jacob Prandtauer des Arts et Sciences, Sankt Pölten (2001)
- Grande médaille d'or pour services rendus à la République d'Autriche (2002)[6]
- Commandeur de l'Ordre du Mérite de la République italienne (2004)
- Médaille d'honneur d'or de la capitale Vienne (2010)
- Médaille Clemens Krauss du Chœur de l'Opéra de Vienne
- Médaille en or Franz-Schalk (de) du Philharmonique de Vienne
- Prix de l'initiative culturelle européenne de la Fondation culturelle européenne Pro Europe (2005)
- Ordre du Soleil Levant, 3ème classe (Rayons d'or avec ruban) (Japan, 2011)
- Grand-Croix du Mérite de la République fédérale d'Allemagne (2011)
- Citoyen d'honneur de Timișoara